# Toó
Toó (Θόων en grec antic) és un gegant de la mitologia grega. Apol·lodor, a la Biblioteca, el fa nascut de Gea i de la sang d'Úranos, que va caure durant la seva emasculació sobre Gea (la Terra). Igual que el gegant Àgrios, Toó va ser mort durant la Gigantomàquia per les Moires amb maces de bronze. Com que els gegants només podien perdre la vida de manera permanent si els mataven simultàniament una divinitat i un mortal, Hèracles el rematà amb una fletxa quan era estirat a terra.